# 木村又三郎

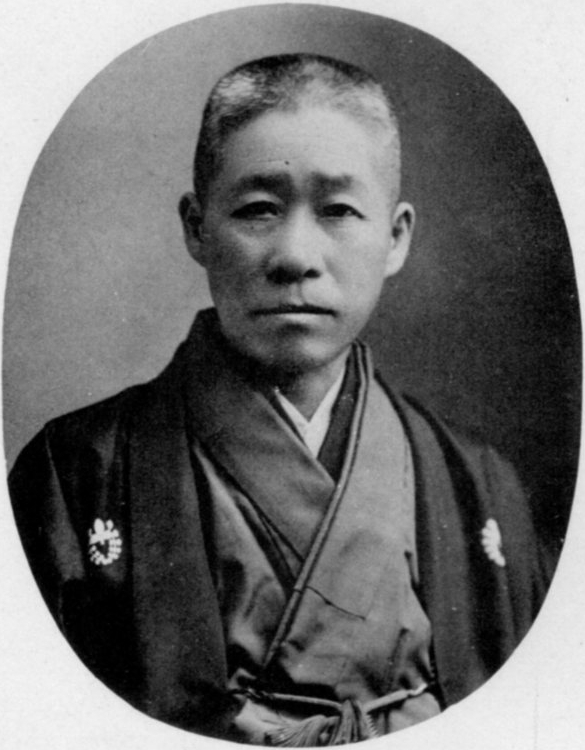
木村又三郎の肖像写真

木村 又三郎（きむら またさぶろう、1853年9月3日〈嘉永6年8月1日〉 - 1931年〈昭和6年〉3月19日）は、明治から昭和初期にかけての株式仲買人である。愛知県名古屋市の人物で、家業の両替商を継ぎつつ名古屋株式取引所の株式仲買人となった。没後、事業を元に木村証券株式会社が設立されており、同社の創業者とされる。

## 経歴
嘉永6年8月1日（新暦：1853年9月3日）、木村小三吉の長男として生まれる。父・小三吉（2代目。1833 - 1900年）は名古屋で両替商を営んでいた。又三郎は初め刀剣商を開いていたが1886年（明治19年）より父の両替商を手伝う。その中で強盗に遭い重傷を負うがその後復帰。1892年（明治25年）4月家督を継いだ。1893年（明治26年）に名古屋株式取引所が再興され翌年2月より取引が開始されると又三郎は同所の株式仲買人となった。屋号は「銭小」である。
以後、両替商・仲買商に従事しつつ複数の会社に関係した。その一つ、郊外電車を運転する瀬戸電気鉄道（旧・瀬戸自動鉄道）では1902年（明治35年）6月監査役に就任、1906年（明治39年）6月取締役に転じる。また名古屋の電力会社名古屋電灯では1904年（明治37年）1月まず監査役に就任、1910年（明治43年）1月取締役へ転じ、1912年（大正元年）12月再び監査役就任。さらに1914年（大正3年）12月取締役に復帰し、1918年（大正7年）12月まで務めた。
電力業界では1918年9月、名古屋電灯の開発部門などが独立して木曽電気製鉄が設立（社長福澤桃介）されると同社の取締役にも就任。1920年（大正9年）11月には合併で大同電力の取締役へ転じた。大同電力取締役は1922年（大正11年）12月まで務めている。
1921年（大正10年）2月、仲買事業を法人化して証券会社「株式会社木村商店」を設立、社長に就いた。また1922年1月には名古屋株式取引所の相談役に推された。1928年（昭和3年）発行の興信録には木村商店を経営しつつ両替商を営み、愛知県の多額納税者でもあった、とある。ただし大正時代、第一次世界大戦のころから家業は婿養子の茂三郎（1884年生）が取り仕切っていたという。
木村商店社長在任のまま1931年（昭和6年）3月19日に死去した。77歳没。家業は婿養子の茂三郎が襲名（2代目木村又三郎に）の上で継承した。